# Tine Molendijk
Tine Molendijk (1987) is een Nederlands cultureel antropoloog die zich vooral richt op onderzoek naar moraliteit in oorlog, militaire cultuur en morele verwonding. Ze is actief als universitair hoofddocent sociale en gedragswetenschappen aan de Nederlandse Defensie Academie (NLDA).

## Levensloop
Molendijk groeide op in het Groningse dorp Ezinge.
Ze studeerde Culturele antropologie aan de Universiteit van Amsterdam. Hierna werkte ze onder andere als docent Culturele antropologie aan de Universiteit van Amsterdam en als onderzoeker naar het gebruik van neurobiologisch materiaal in het Pieter Baan Centrum.
In 2020 promoveerde Molendijk aan de Radboud Universiteit op een interdisciplinair onderzoek naar morele verwonding onder Nederlandse veteranen. Het was het eerste grootschalige onderzoek naar dit onderwerp bij Nederlandse militairen, en vormde de basis voor een door NWO gesubsidieerd vervolgonderzoek naar morele verwonding waar onder meer de Nederlandse Defensie Academie, de Politieacademie, het Nederlands Veteraneninstituut en het ARQ Psychotrauma Centrum aan meewerken. Molendijk staat aan het hoofd van dit onderzoek.

### Boeken
- Molendijk, T. (2021). Soldiers in Conflict: Moral Injury,  Political Practices and Public Perceptions. London: Routledge.

### Artikelen (selectie)
- 2022. (together with A. Drogendijk, M. Elands, E-H Kramer, A. Smit and D.E.M. Verweij) Contextual Dimensions of Moral Injury: An Interdisciplinary Review. Military Psychology 0(0): 1–12.
- 2022. Morele verwondingen: Naar een interdisciplinaire benadering van psychische problematiek onder militairen. [Moral Injuries: Toward an Interdisciplinary Approach of Psychological Problems in Soldiers.] In: W. Kusters, ed. Impressies uit het Grensgebied van Psychiatrie en Filosofie. Reeuwijk: Stichting Psychiatrie en Filosofie, 37-53.
- 2021. Moral Complexities of Military Deployment: Dutch Soldiers’ Experiences of Value Conflict and Moral Injury. In: D. Schmitz Wortmeyer, ed. Deep Loyalties: Values in Military Lives. Charlotte, NC: Information Age Publishing.
- 2021. Warnings against Romanticising Moral Injury. The British Journal of Psychiatry, 220(1): 1-3.
- 2021. (together with E. van Baarle) Resilience as the Road to Mental Readiness? Reflections from an Ethics-of-care Perspective. Journal of Military Ethics: 20(2): 129-144.
- 2021. (together with J.P. Kalkman) The Role of Strategic Ambiguity in Moral Injury: A Case Study of Dutch Border Guards Facing Moral Challenges. Journal of Management Inquiry, 30(2): 221–234.
- 2020. Morele verwonding: De psychische impact van moreel-kritische situaties [Moral Injury: The Psychological Impact of Morally Critical Situations.] In: D.E.M. Verweij, ed. Ethiek en de militaire praktijk. Amsterdam: Boom, 89-108.
- 2020 (together with B. van den Herik and H. Bouwmeester) Zeg me dat het niet waar is…? Nederlands beleid en de rol van de krijgsmacht tegen desinformatie. [Tell Me It’s Not True…? Dutch Policy and the Role of the Armed Forces against Disinformation.] Militaire Spectator,189(9): 418-429.
- 2020, Moral injury: De psychische impact van moreel-kritische situaties tijdens en na uitzendingen. [Moral Injury: The Psychological Impact of Morally Critical Situations During and After Deployments.] Militaire Spectator, 189(11): 554-567.
- 2019. (together with D.E.M. Verweij) Voorkomen is beter dan genezen: Moral injury vanuit macro- en micro-perspectief [Prevention is Better than Cure. Moral Injury from a Micro and Macro Perspective.] In: M. van der Giessen, P.H. Kamphuis, E.R. Muller, U. Rosenthal, G. Valk, and E. Vermetten, eds. Veteranen: Veteranen en veteranenbeleid in Nederland. Deventer: Wolters Kluwer, 165–184.
- 2019. The Role of Political Practices in Moral Injury: A Study of Afghanistan Veterans. Political Psychology, 40(2): 261-275.
- 2018. Moral Injury in Relation to Public Debates: The Role of Societal Misrecognition in Moral Conflict-Colored Trauma among Soldiers. Social Science & Medicine, 211: 314-320.
- 2018. Toward an Interdisciplinary Conceptualization of Moral Injury: From Unequivocal Guilt and Anger to Moral Conflict and Disorientation. New Ideas in Psychology, 51: 1-8.
- 2018. Moral injury en erkenning: Eenduidige verhalen over oorlog tegenover tegenstrijdige uitzendervaringen. [Moral injury and Recognition: Unequivocal Narratives about War versus Contradictory Deployment Experiences.] In: D. Muller and E. Kamp (Eds.) Moral injury: Verborgen littekens van het innerlijke strijdveld. Delft: Eburon, 89-101.
- 2018. (together with E.H. Kramer and D.E.M. Verweij) Moral Aspects of ‘Moral Injury’: Analyzing Conceptualizations on the Role of Morality in Military Trauma. Journal of Military Ethics, 17(1): 36-53.
- 2017. Oude en nieuwe rituelen voor moral injury [Ancient and New Rituals for Moral Injury]. Religie & Samenleving, 12(2/3): 221–229.
- 2016. (together with E.H. Kramer and D.E.M. Verweij) Conflicting Notions on Violence and PTSD in the Military: Institutional and Personal Narratives of Combat-Related Illness. Culture, Medicine and Psychiatry, 40(3): 338-360.

## Prijzen
Molendijk won de 'Van Helsdingenprijsvraag 2020' met haar proefschrift Soldiers in Conflict. Het werd door een jury vanuit de stichting Psychiatrie en Filosofie gekozen als beste werk op het grensvlak van psychiatrie en filosofie in 2019 en 2020. In 2024 kreeg ze de 'KNAW Early Career award' voor haar onderzoekswerk.